# Park Geun-hye
Pour les articles homonymes, voir Park.
Dans ce nom coréen, le nom de famille, Park, précède le nom personnel.
Park Geun-hye (hangeul : 박근혜, prononcé /pak.k͈ɯnh(ʲ)e/), née le 2 février 1952 à Daegu (Corée du Sud), est une femme d'État sud-coréenne, présidente de la République de 2013 à 2017.
Fille du dictateur militaire Park Chung-hee, qui dirige la Corée du Sud entre 1961 et 1979, elle est députée de 1998 à 2012 et préside le premier parti d'opposition, le Grand Parti national (GPN), conservateur, de 2004 à 2006.
Elle est élue présidente de la république de Corée lors du scrutin présidentiel de 2012 face à Moon Jae-in. Elle devient ainsi la première femme chef de l'État sud-coréen.
Fin 2016, des centaines de milliers de Sud-Coréens défilent dans les rues pour demander sa démission à la suite d'un scandale de corruption, la considérant comme étant sous l'influence de sa confidente Choi Soon-Sil. Ses pouvoirs sont alors suspendus par un vote de l'Assemblée nationale. Trois mois plus tard, la Cour constitutionnelle prononce sa destitution.
Arrêtée et emprisonnée quelques semaines après son départ du pouvoir, elle est condamnée l'année suivante à une peine totale de 32 ans de prison pour notamment abus de pouvoir, corruption, coercition et détournement de fonds. Elle est graciée par le président Moon Jae-in en 2021.

## Enfance et études
Née au 25 Dongseong-ro 5-gil, dans le quartier (dong) de Samdeok (ko) du district (gu) de Jung (en) de la ville de Daegu, Park Geun-hye est le premier enfant de Park Chung-hee et Yuk Young-soo. Elle a un frère et une sœur : son frère cadet Park Ji-man, qui a été inculpé à plusieurs reprises pour des usages illicites de drogues, est l'actuel P-DG de la société EG corporation, et sa sœur cadette, Park Seo-yeong, est l'actuelle directrice exécutive de la Yookyoung foundation.
Geun-hye sort diplômée du lycée Seongsim de Daegu en 1970, et obtient une licence en génie électrique de l'université Sogang en 1974. Elle étudie ensuite très peu de temps à l'université de Grenoble, mais est contrainte de rentrer en Corée après l'assassinat de sa mère la même année. Park tient alors le rôle de Première dame de la Corée du Sud au côté de son père jusqu'à l'assassinat de ce dernier en 1979. Park est présidente de l'université Yeungnam de 1982 à 1991. Elle obtient un doctorat de l'université de la culture chinoise en république de Chine (Taïwan) en 1987.

## Carrière politique

### Présidente du Grand Parti national
Park continue ensuite une carrière politique en étant élue au Parlement pour la première fois en 1998. Le 14 mai 2010, Park Geun-hye se rend en Corée du Nord où elle dîne avec le chef nord-coréen Kim Jong-il. De retour à Séoul, elle annonce qu'elle avait demandé à Kim Jong-il s'il allait venir visiter la Corée du Sud comme il en était convenu durant le sommet historique de juin 2000 avec le président sud-coréen Kim Dae-jung. « Il a répondu qu'il honorera sa promesse » déclare-t-elle ensuite. Une promesse qu'il n'aura finalement pas honoré puisqu'il est décédé 18 mois plus tard.
Elle est élue présidente du Grand Parti national en 2004 jusqu'en juin 2006. Lors de la campagne pour les élections locales du 31 mai 2006, Park est blessée au visage sur une profondeur de 1  à   3 centimètres et sur 10 centimètres de long, créant un élan de sympathie en faveur du Grand parti national qui remporte largement ce scrutin.
Le 12 février 2007, Park fait une visite très médiatisée à l'université Harvard dans le Massachusetts. Sa visite se termine par une conférence dans une salle comble à la Kennedy School of Government disant qu'elle voulait sauver la Corée et plaidait pour un renforcement des relations entre la Corée du Sud et les États-Unis.

### Primaires de 2007
Park se présente à la primaire du GPN pour obtenir l'investiture du parti lors de l'élection présidentielle de décembre 2007. Elle est opposée à Lee Myung-bak.
Lors de la campagne, Park déclare que le coup d'État fait par son père le 16 mai 1961 était une « révolution pour sauver le pays ». Park s'excuse de la répression exercée alors contre les militants démocrates.
Park est battue, le 19 août 2007, lors de la primaire avec 48,1 % des voix contre 49,6 % pour Lee.

### Soutiens politiques
Après l'élection présidentielle de 2007, le président Lee Myung-bak forme un gouvernement constitué de ses proches. Les supporters de Park critiquent ce qu'ils considèrent comme des représailles politiques à leur encontre et quittent le GPN pour former deux partis : l'Alliance pro-Park (coréen : 친박연대 ; Chinbak Yeondae) et Solidarité avec les indépendants pro-Park (coréen : 친박 무소속 연대 ; Chinbak Musosok Yeondae). Park Geun-hye choisit de rester au GPN tout en soutenant les deux partis. Après les élections générales de 2008, les « rebelles » remportent 26 sièges : 14 pour l'Alliance et 12 pour la Solidarité. Actuellement[Quand ?], la plupart d'entre eux sont revenus au GPN, qui compte environ 60 députés pro-Park.

### Élections municipales de Séoul et retour
La popularité de Park baisse à la suite de son opposition à Lee Myung-bak et son administration, ainsi qu'à son inactivité durant les municipales mais reste la personnalité politique la plus populaire de Corée du Sud. Elle est d'ailleurs en 2010 la favorite pour être la prochaine présidente. Park Geun-hye s'était mise en retrait par rapport à son parti, le Grand Parti national.
Cependant, lors des élections municipales de Séoul d'octobre 2011, Park offrit son soutien à Na Kyung-won, candidate du GPN au poste de maire de Séoul face à Park Won-soon soutenu lui par Ahn Cheol-soo un universitaire et chef d'entreprise très populaire en Corée du Sud. Cependant, ce sera Park Won-soon, réputé pour son engagement dans les associations citoyennes dénonçant la corruption de l'élite dirigeante, qui remporte la victoire. Cet évènement va provoquer une onde de choc dans la classe politique qui va désormais débattre de la nécessité de réformes.
Park Geun-hye prend les rênes en décembre 2011 d'un comité d'urgence au sein du parti afin de mener les réformes nécessaires à l'approches des élections législatives puis présidentielle de 2012. Elle s’entretient avec les membres réformistes de la formation conservatrice afin de définir une stratégie de restructuration. Ensemble, ils décidèrent de tout faire pour consolider le parti, plutôt que de le dissoudre. Cela implique, entre autres, d'en changer la structure, le processus de nomination et peut-être même le nom.
À l'occasion de la mort de Kim Jong-il le 17 décembre 2011, Park Geun-hye déclare : « Nous devons trouver des mesures approfondies pour nous préparer à tous les scénarios possibles, même s'il y a seulement 0,1 % de chances que ça arrive […]. Je pense que c’est le moment de faire des efforts pour les partis afin d’assurer la sécurité nationale ». Park Geun-hye décide de soutenir la position du gouvernement pour ne pas, dit-elle, créer un sentiment de division au sein de la société sud-coréenne. Cette position est rapidement suivie par les autres partis politiques du pays.

### Création du Parti Saenuri et victoire aux élections législatives de 2012

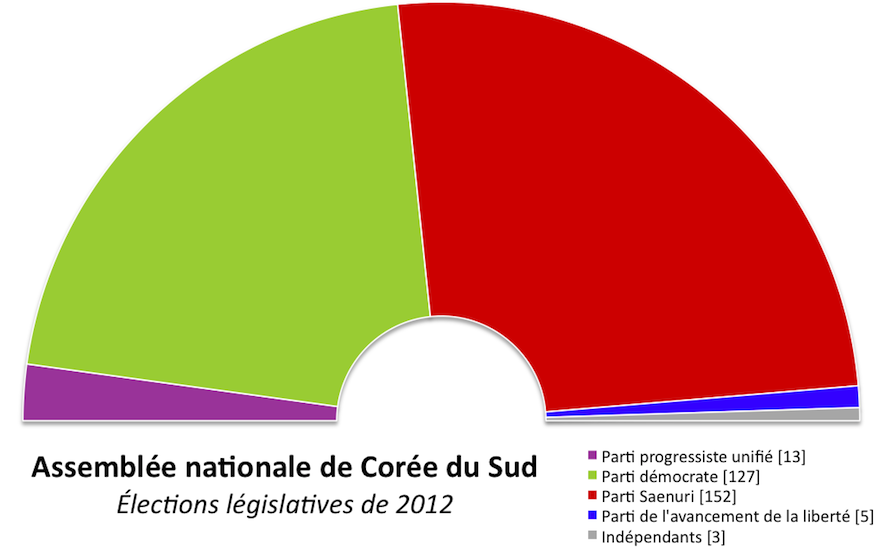
Le Parti Saenuri emporte une courte majorité absolue aux élections législatives.

À la fin de l'année 2011, Park Geun-hye prend l'initiative d'une profonde réforme du parti conservateur au pouvoir, le Grand Parti national dont l'image était salie par des scandales de corruption notamment. Elle met en place des primaires pour choisir la plupart des candidats, change son nom pour Parti Saenuri, et fusionne avec un autre petit parti conservateur.
Le parti au pouvoir décide également de changer son nouveau programme en donnant une nouvelle importance aux thèmes sociaux. Le principe de la « démocratie économique » se base sur trois fondements : la sécurité sociale, l'emploi et l'économie de marché équitable. Pour cela, le parti souhaite renforcer le rôle du gouvernement dans le domaine économique pour optimiser l'efficacité de l'économie de marché et instaurer un ordre de marché équitable et transparent. Il s'agit également de réformer les chaebols pour permettre le développement des PME, et d'augmenter les taxes sur les hauts revenus.
Cependant, ce programme économique assombrit les relations entre le parti et l'exécutif. En effet, ce programme économique va à l'encontre de la politique du président Lee Myung-bak qui a pour but de créer un environnement plus favorable aux affaires. Park Geun-hye contredit également la politique de Lee Myung-bak concernant la Corée du Nord qui est de plus en plus contestée. Elle cherche à concilier en effet d'un côté les négociations pour la dénucléarisation de la péninsule coréenne et de l'autre le soutien au rapprochement pacifique. Elle se démarque également du président dans le cadre du scandale de corruption pour lesquels Park demande notamment la démission du ministre de la Justice Kwon Jae-jin, se rapprochant ainsi de l'opposition.
Dans les sondages, le Parti Saenuri a réussi à rattraper son retard sur le principal parti d'opposition, le Parti démocrate unifié, et les derniers sondages montrent un resserrement. Le Parti Saenuri parvient finalement à conserver la majorité au Parlement en obtenant 152 des 300 sièges aux législatives, contre 127 sièges pour le Parti démocrate Unifié et 13 pour le Parti progressiste unifié. Park Geun-hye gagne alors en popularité ce qui lui permet de partir en candidate favorite pour les présidentielles.

### Élection présidentielle de 2012
Le 20 août 2012, elle est officiellement investie candidate à l'élection présidentielle par son parti après une primaire interne où elle remporte 84 % des voix face à quatre autres candidats.
Durant la campagne, elle reprend les thèmes avancés lors des législatives autour de la réforme économique visant à promouvoir la justice sociale. Largement en tête dans les sondages, l'avance de Park se réduit progressivement au fur et à mesure que l'opposition se réunit autour de Moon Jae-in, ancien opposant à la dictature de son père. Mais deux débats télévisés ne parviennent pas à changer la donne, et Park est toujours légèrement en avance. Pendant la campagne, les services secrets conduisent une campagne de diffamations contre Moon Jae-in afin de détourner les électeurs vers Park Geun-Hye.
Le 19 décembre 2012, elle remporte l'élection avec 51,6 % des voix contre 48,0 % pour Moon Jae-in,,. Lors de son investiture, le 25 février 2013, elle devient la première femme présidente de la Corée du Sud et la première chef d'État d'Asie du Nord-Est. Elle a annoncé dès le 8 février 2013 vouloir proposer comme Premier ministre l'ancien procureur Chung Hong-won. Ce dernier est confirmé par un vote du Gukhoe le 26 février, par 197 voix contre 67, et installé dans ses fonctions le même jour. Parmi ses premières mesures, on note une mise en garde à l’encontre des grandes entreprises coréennes, les « chaebols », dont elle était pourtant réputée proche, à propos des licenciements. Son porte-parole présidentiel, compromis dans une affaire d'agression sexuelle aux États-Unis, doit démissionner. Dès le début de son mandat, elle essuie des critiques face à ses nominations ministérielles, plusieurs personnalités étant jugés incompétentes, comme Yoon Jin-sook, du ministère des Océans et de la Pêche nouvellement reformé,,.

### Présidente de la République

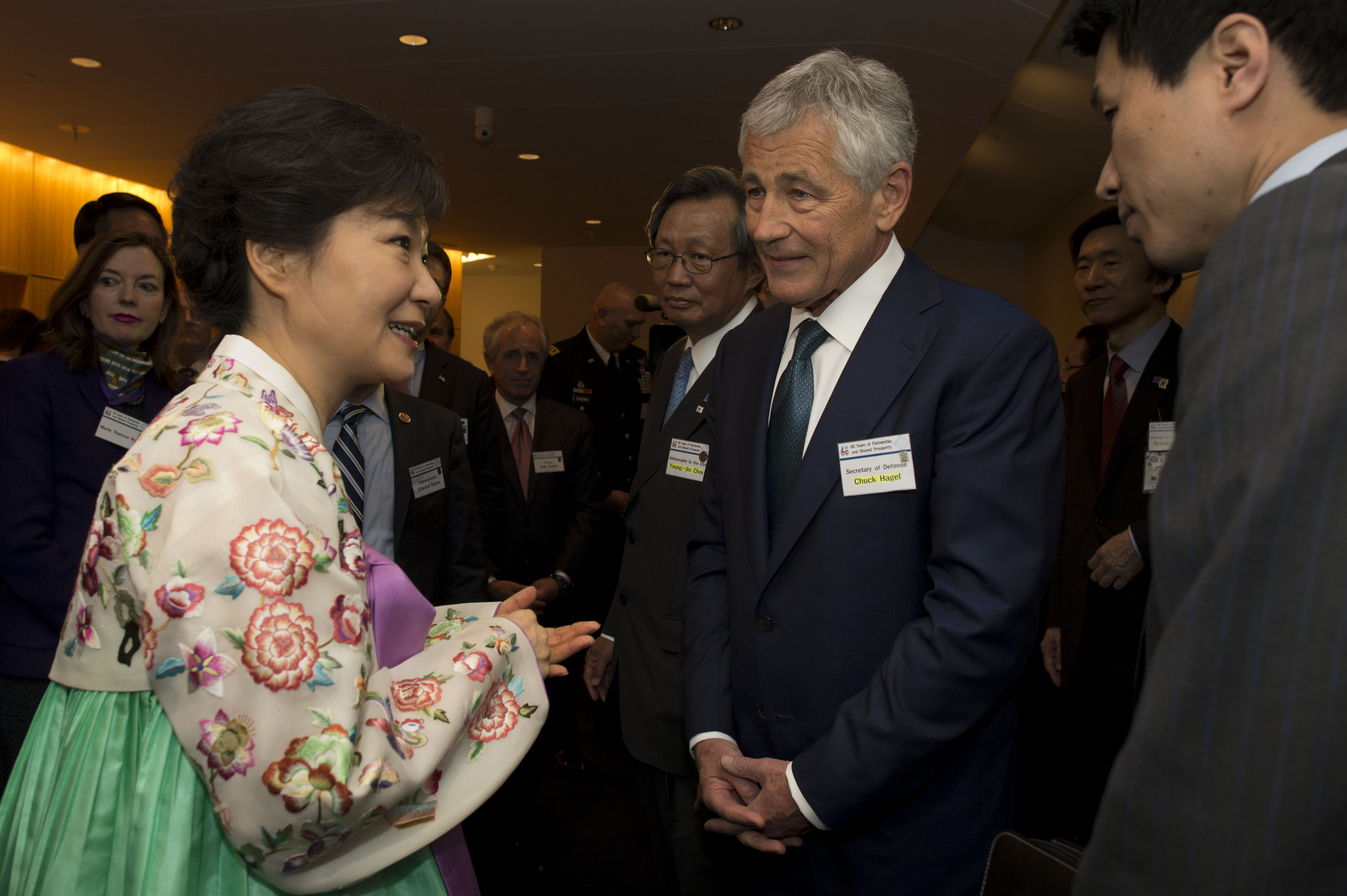
Park Geun-hye et Chuck Hagel, secrétaire à la Défense américain, en 2013.

Évolution de la popularité de la présidente.

#### Affaires étrangères

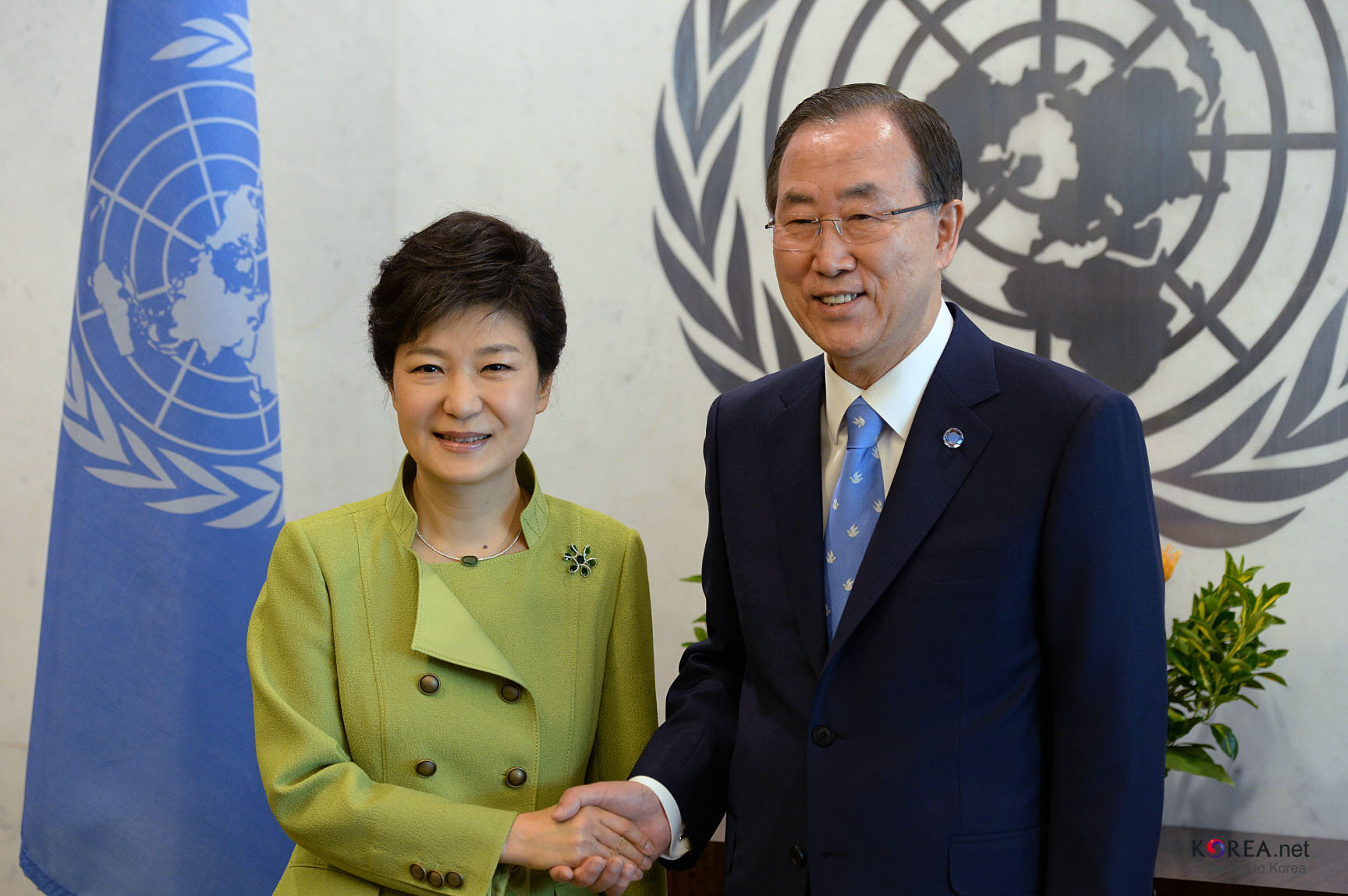
Park Geun-hye avec son compatriote Ban Ki-moon, secrétaire général des Nations Unies, en 2013 à New York.

Elle doit faire face, au début de son mandat, à l'escalade militaire provoquée par le dictateur nord-coréen Kim Jong-un. Sa première visite aux États-Unis, le 5 mai 2013, pour rencontrer son homologue américain Barack Obama, est largement dominée par cette question. Elle rencontre également lors de ce voyage le secrétaire général de l'ONU et compatriote Ban Ki-moon. Elle donne l'instruction à l'état-major de « répondre à l'attaque par l'attaque, sans considérations politiques », tout en s'efforçant de renforcer et de démontrer le soutien militaire des États-Unis, les exercices conjoints et survols de la Corée du Sud par des avions de l'US Air Force se multipliant à partir de mars 2013. Le système américain de missiles antibalistiques Thaad est déployé dans le pays, ce qui a donné lieu à d’importantes manifestations de protestation, en particulier sur les lieux de son implantation. Elle décide par ailleurs de suspendre tout échange avec la Corée du Nord et de fermer le complexe industriel intercoréen de Kaesong. Elle déclare également en mai 2013, avant une visite d'État le mois suivant à Pékin, vouloir travailler « plus étroitement avec la Chine pour résoudre les problèmes liés à la Corée du Nord ».

#### Économie
Alors que le pays enregistre une bonne croissance de 3,3 % fin 2013, malgré un recul de 0,9 % des exportations, Park Geun-hye lance un plan d'« économie créative », associant étroitement industrie et culture, se basant par exemple sur le succès du morceau Gangnam Style de Psy, lequel avait par ailleurs chanté lors de la cérémonie d'investiture de la présidente. Le gouvernement prévoit également de porter de 70 à 100 % les crédits accordés aux entreprises qui exportent et à développer les créations d'emplois par un plan de relance misant sur l'innovation.
En matière de droit du travail le gouvernement présente une série de lois de dérégulation du marché du travail, qui auraient notamment permis aux entreprises de licencier plus facilement. Toutefois, l’impopularité de ces mesures entraine la défaite du Parti Saenur aux élections législatives d'avril 2016. D'après le journaliste Sung Il-kwon « Les Sud-Coréens estiment également qu’elle et sa majorité n’ont rien fait contre l’évasion fiscale pratiquée à grande échelle par les dirigeants des chaebol et qu’ils ont fermé les yeux sur leur financement occulte des partis et des journaux. »

#### Dérives autoritaires
Le gouvernement de Park Geun-hye fait l'objet de critiques récurrentes pour son autoritarisme. Amnesty international estimant que l'interdiction du Parti progressiste unifié (parti d'opposition à la ligne politique social-démocrate, accusé par le gouvernement de « soutien à la Corée du Nord ») et la destitution de ses élus « soulève de graves questions quant à l’engagement des autorités envers la liberté d’expression et d’association ». Le mouvement syndical coréen est réprimé de façon « de plus en plus implacable » par les autorités. Une vingtaine de dirigeants syndicaux sont emprisonnés, dont le président de la KCTU, le président de la KPCWU, et le vice-président de la KPTU.
Au sujet de la liberté de la presse, Reporters sans frontières dénonce « l’intolérance du pouvoir face à la critique » et souligne la dégradation de la situation de la liberté de la presse. Après la destitution de Park Geun-hye, la ministre de la Culture est arrêtée à la suite de révélations sur l'existence d'une « liste noire » comportant les noms de 10 000 artistes supposés défavorables à Park Geun-hye et en conséquence privés de subventions publiques et surveillés par les autorités.

#### Scandale Choi Soon-sil et destitution

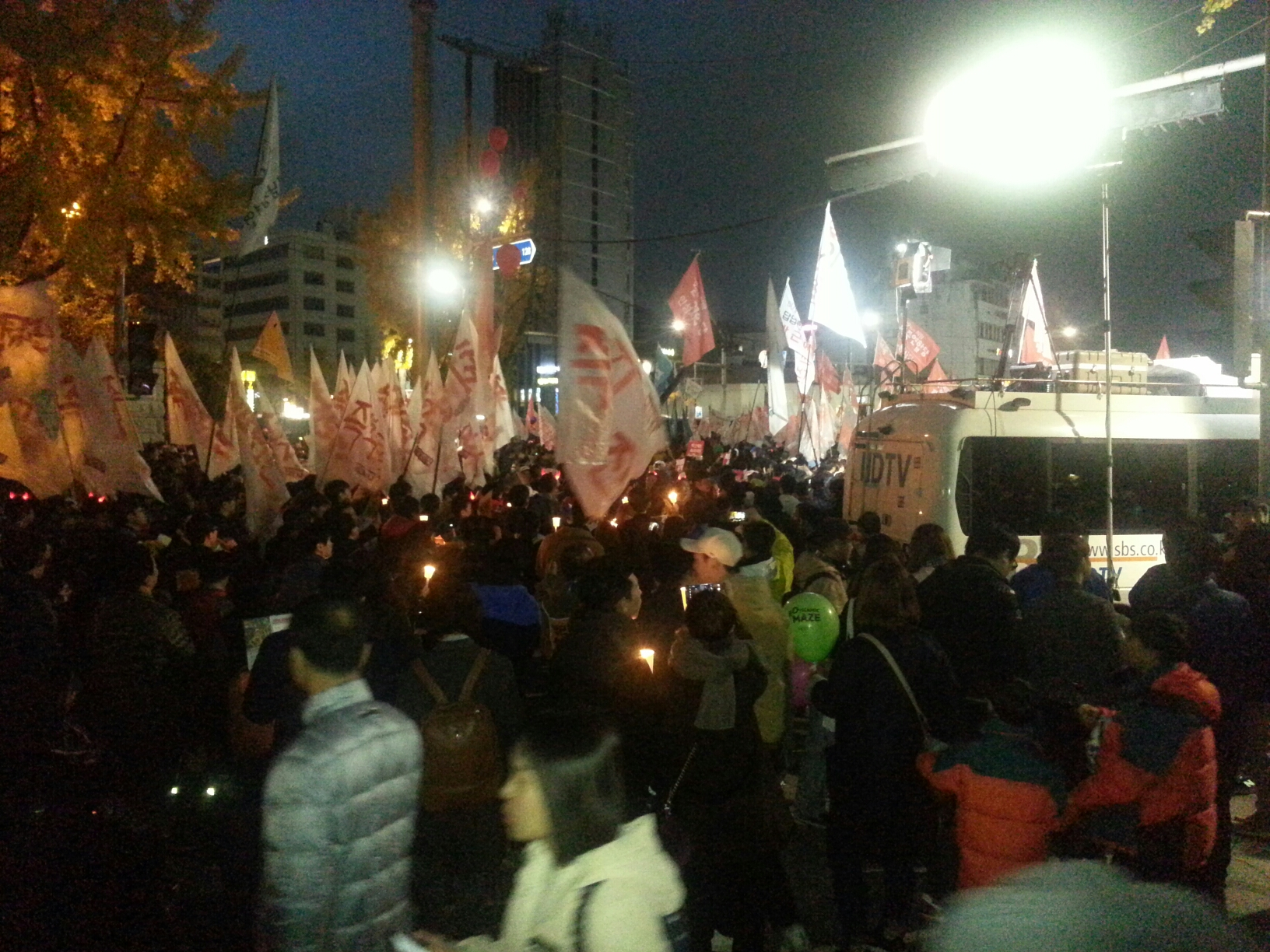
Manifestations en novembre 2016.

Elle est contestée en 2016 à la suite de révélations sur l'influence « inappropriée et malsaine » que posséderait sur elle Choi Soon-sil, fille de Choi Tae-min, influent prédicateur religieux en Corée du Sud. Cette dernière, proche de Park Geun-hye depuis l'assassinat de sa mère Yuk Young-soo en 1974, aurait notamment instigué certaines nominations au gouvernement et corrigé les discours de la présidente, mais surtout détourné des dizaines de millions de dollars de fondations qui lui étaient liées, entraînant l'ouverture d’enquêtes pour trafic d'influence et corruption. En octobre, Park Geun-hye renvoie son Premier ministre, deux autres ministres et plusieurs de ses conseillers afin d'apaiser l'opinion publique qui réclame sa démission. Cependant, elle est contrainte d'annuler cette décision le 8 novembre suivant. Sa popularité, déjà fortement entamée en raison de sa gestion contestée des affaires intérieures coréennes, s'écroule à 5 % d'opinions favorables.
Le 29 novembre 2016, alors que d'importantes manifestations — les plus importantes de l'histoire du pays — ont lieu tous les week-end, elle annonce qu'elle est prête à quitter le pouvoir de manière anticipée si le Parlement en décide ainsi. L'un de ses ex-conseillers et son ancien vice-ministre de la Culture sont inculpés pour corruption, mais elle-même reste protégée par l'immunité attachée à la fonction présidentielle.
Le 5 décembre 2016, les trois partis d'opposition sont convenus de mettre en place conjointement une motion de destitution contre la présidente Park Geun-hye,.
Le 8 décembre 2016, en plein scandale Choi Soon-sil, les députés de l'opposition déposent une motion de destitution à l'encontre de Park Geun-hye. La motion est signée par 171 des 300 députés. Le lendemain 9 décembre, l'Assemblée nationale vote la destitution et suspend les pouvoirs de la présidente Park, soutenue par 234 votes sur 300 membres du Parlement, un résultat bien plus haut que celui requis, qui était fixé à la majorité des 2/3 des voix ; beaucoup de membres du parti de Park ont voté contre la présidente. Cela induit immédiatement la perte de certaines de ses prérogatives, comme celle de chef de l'armée, qui sont confiés au Premier ministre Hwang Kyo-ahn, nouveau président de la République par intérim. Mais la destitution nécessite d'être validée par la Cour constitutionnelle de Corée.
La Cour termine son enquête le 28 février 2017 et annonce rendre sa décision finale pour le 13 mars 2017 au plus tard. Finalement, la destitution de la présidente suspendue est officiellement entérinée par la Cour constitutionnelle le 10 mars 2017, donnant lieu à des manifestations à Séoul. Par ailleurs, cette décision fait d'elle le premier chef d'État destitué dans l'histoire de la Corée du Sud.

## Après la présidence

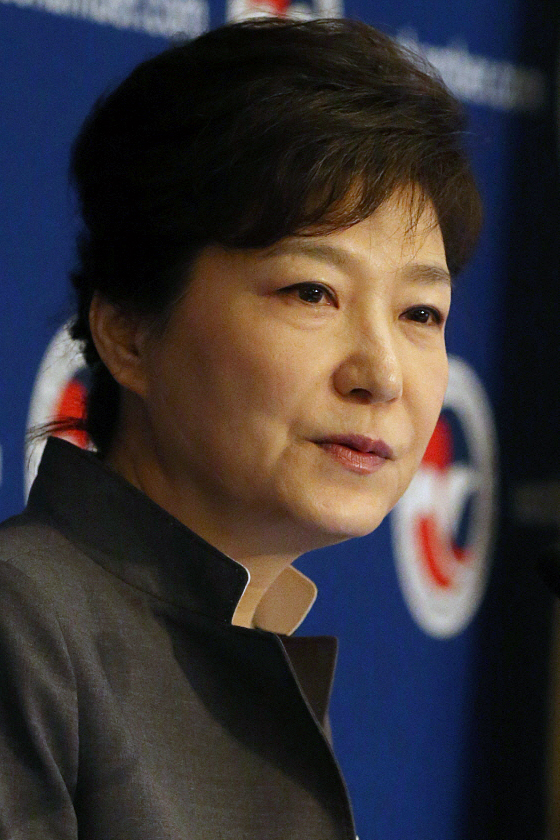
Park Geun-hye.

### Départ du palais présidentiel
Le 12 mars 2017, contrainte de quitter la Maison-Bleue, palais présidentiel sud-coréen, Park Geun-hye regagne sa résidence privée à Séoul.

### Condamnations pour corruption et abus de pouvoir
Le 14 mars 2017, Park Geun-hye est convoquée par le parquet pour être interrogée dans le cadre du scandale politique. Le 26 mars suivant, le parquet demande son arrestation. Le 30 mars, elle est arrêtée et placée en détention provisoire,,. Le 17 avril 2017, la justice l'inculpe pour plusieurs chefs d'accusation, parmi lesquels abus de pouvoir, coercition, corruption et divulgation de secrets d'État.
Le 6 avril 2018, alors que le parquet avait requis trente ans de prison à son encontre, elle est reconnue coupable d’abus de pouvoir, de corruption et de coercition par un tribunal de Séoul et condamnée à 24 ans de prison.
En juin 2018, trois anciens chefs des services secrets (NIS) qui avaient servi sous l’administration Park sont reconnus coupables de corruption. Ils avaient transféré illégalement plus de trois millions de dollars du budget du NIS au bureau présidentiel de Park. Cet argent obtenu illégalement a été utilisé par Park et ses associés pour un usage privé et pour payer des pots-de-vin. Le 20 juillet, elle est condamnée à une peine supplémentaire de huit ans de prison, ce qui fait une peine totale de 32 ans.
Le 24 août 2018, sa première peine est aggravée à 25 ans de prison en appel.
En mai 2020, 35 ans de prison sont requis en appel.

### Grâce présidentielle
Alors qu’elle purge finalement une peine de 22 ans de prison pour notamment abus de pouvoir, corruption, coercition et détournement de fonds, elle est graciée le 24 décembre 2021 par le président Moon Jae-in dans « une perspective d’unité nationale » et en raison de son état de santé.

## Reconnaissances

### Distinctions
- Docteur honoris causa de l'université Paris-Sorbonne.

### Décorations

#### Nationales
- Chevalier du grand ordre du Mugunghwa et grand-maître en tant que Présidente de la République

#### Étrangères
- Dame grand-croix honoraire de l'ordre du Bain ( Royaume-Uni, 2013)[57]
- Grande étoile de l'ordre du Mérite ( Autriche)
- Grand-croix de l'ordre du Soleil ( Pérou)